# 10
10 (X) je bilo navadno leto, ki se je po julijanskem koledarju začelo na sredo.

## Dogodki
- Ilirija je razdeljena med Panonijo in Dalmacijo.